# World of Fantasy
Albums de Capsule
Player
(2010) Stereo Worxxx
(2012)
World of Fantasy est un album du groupe électro Capsule sorti le 25 mai 2011 au Japon.

## Titres
1. Open the gate
2. World of Fantasy
3. I just want to fuck you
4. STRStrikerIKER
5. Keep hope alive
6. I will
7. What is love
8. Can't stay I like you
9. Prime time
10. Close the gate

## Édition limitée
L'édition limitée de l'album comprend en plus les titres suivants :
1. World of Fantasy (Extended-Mix),
2. Striker (Extended-Mix).